# Sutton Scotney
Sutton Scotney är en by i Hampshire i England. Byn är belägen 9,7 km 
från Winchester. Orten har 911 invånare (2015). Byn nämndes i Domedagsboken (Domesday Book) år 1086, och kallades då Sudtune.